# Sarraceniaceae
Sarraceniaceae es una familia de plantas carnívoras del orden Ericales (antes Nepenthales). Junto con las familias Nepenthaceae y Cephalotaceae son llamadas plantas odre por sus hojas en forma de receptáculo.

## Descripción
La familia tiene tres géneros existentes, Sarracenia (planta carnívora americana, o "planta jarra"), Darlingtonia californica (lirio cobra o planta carnívora californiana) y Heliamphora y la especie extinta Archaeamphora longicervia. Los dos primeros son nativos de Norteamérica, mientras que Heliamphora es de Sudamérica. Los tres géneros son plantas carnívoras que capturan insectos atrayéndolos con su néctar. A través de los tubos de las hojas modificadas elongados son llevados a unos depósitos donde el agua y las enzimas digestivas (o bacterias en el caso de Darlingtonia californica) los digieren. Muchas especies también usan pelos aguzados y secreciones cerosas para dificultar el escape del insecto.
Estas plantas evolucionaron en ambientes pobres en nutrientes, por ejemplo en suelos muy ácidos y usan a los insectos como un suplemento nutricional. Los receptáculos son hojas modificadas que se originan de rizomas y decaen en invierno con dormancia. Las plantas del género Sarracenia suelen mezclarse con musgos Sphagnum en turberas. 
Hay muchas especies de plantas carnívoras en América, en general altas y grandes, con tubos ahusados verticales o inclinados. Sin embargo, Sarracenia purpurea es corta, rechoncha, con el receptáculo bulboso cerca del suelo y Sarracenia psittacina posee receptáculos horizontales.
La especie Sarracenia purpurea es la flor oficial de Terranova y Labrador.

## Taxonomía
La familia fue descrita por Barthélemy Charles Joseph du Mortier y publicado en Analyse des Familles de Plantes 53. 1829. El género tipo es: SarraceniaL.

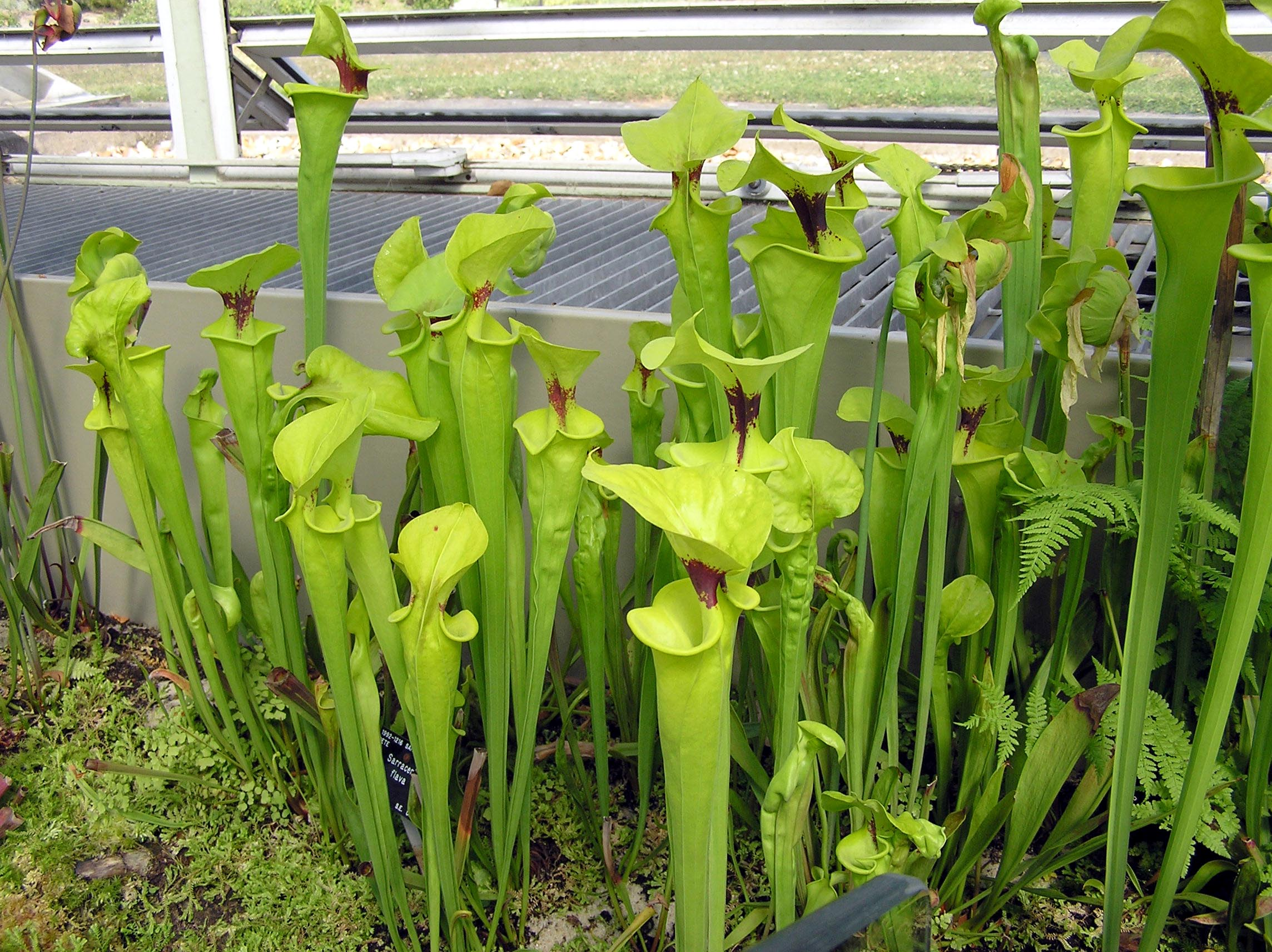
Planta carnívora Sarracenia flava, Jardines de Kew, Londres.
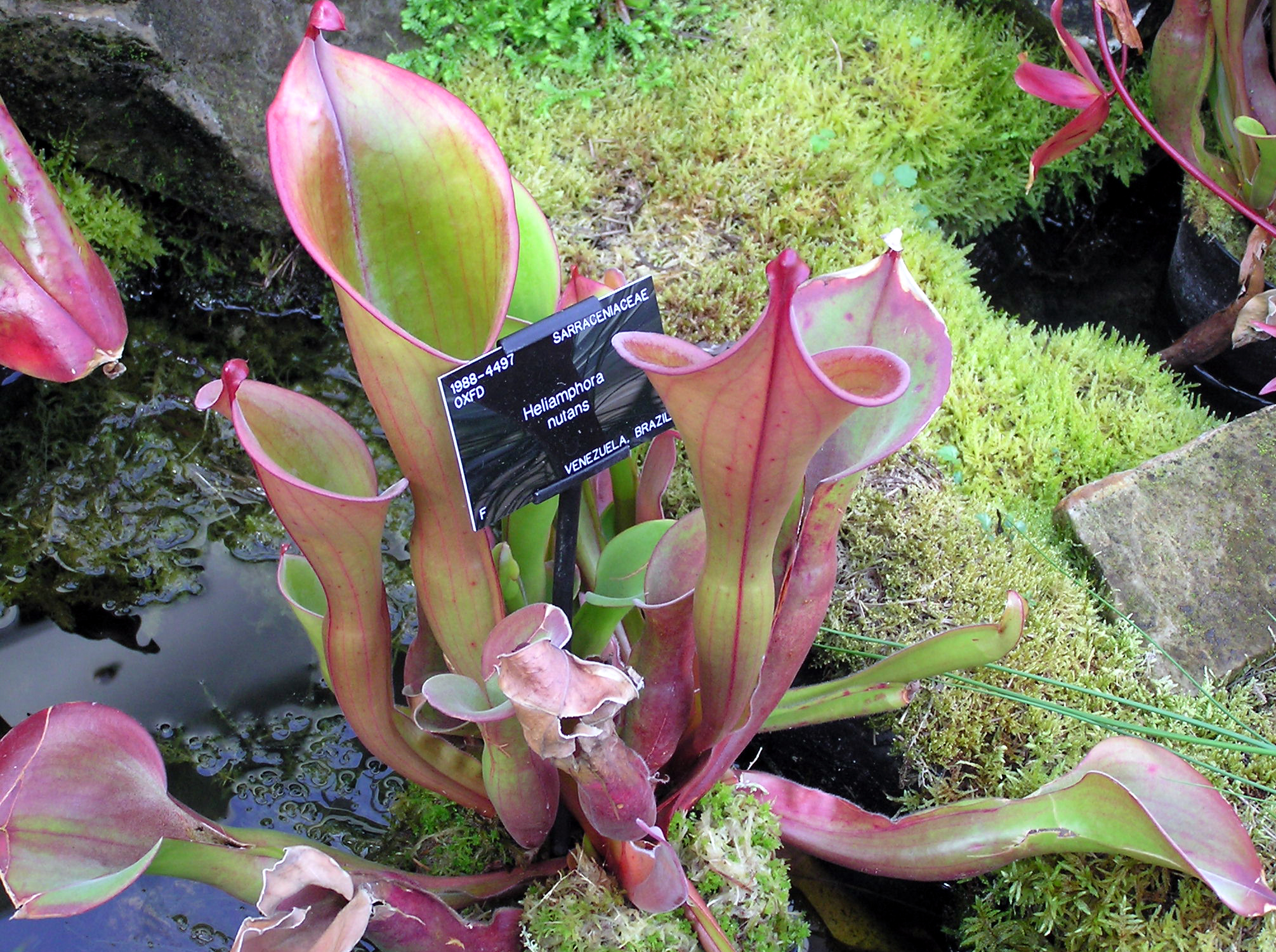
Planta carnívora Heliamphora nutans, Jardines de Kew, Londres.
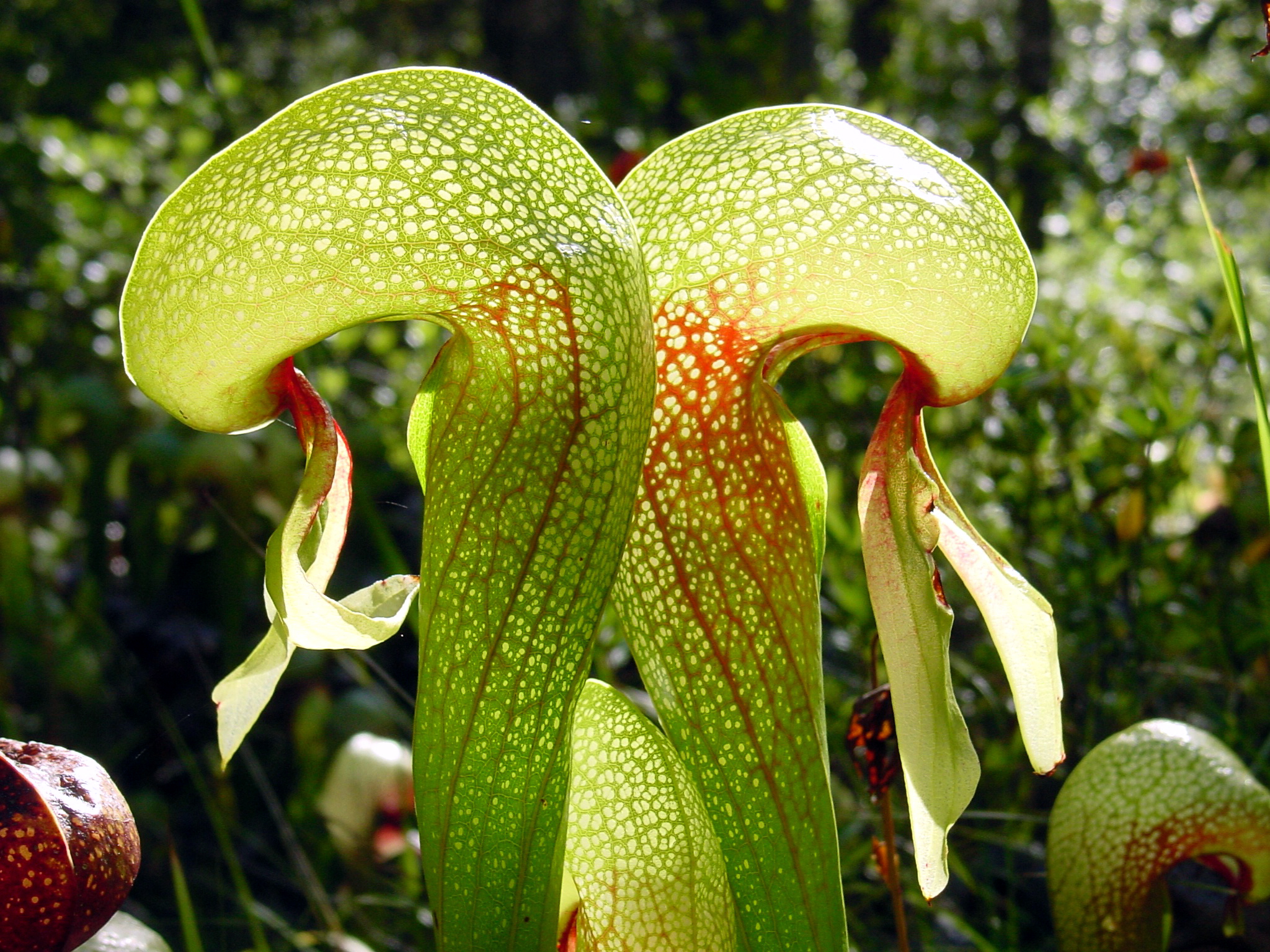
Lirio Cobra (Darlingtonia californica), al norte de California.
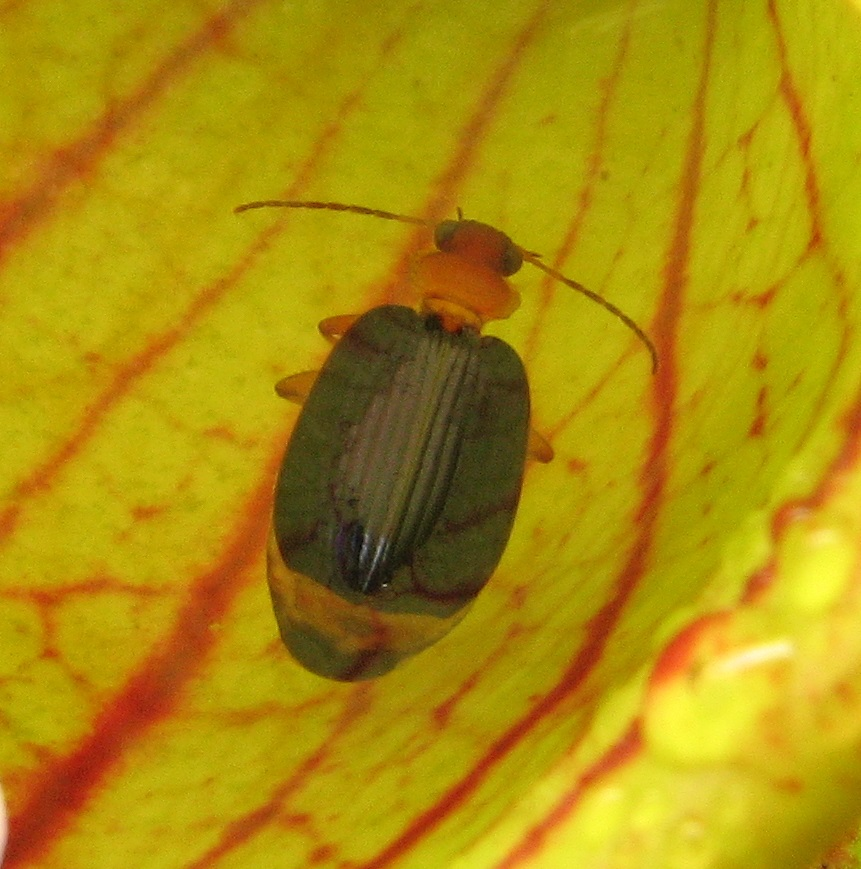
Escarabajo (Lebia grandis) atrapado en la jarra de Sarracenia purpurea.
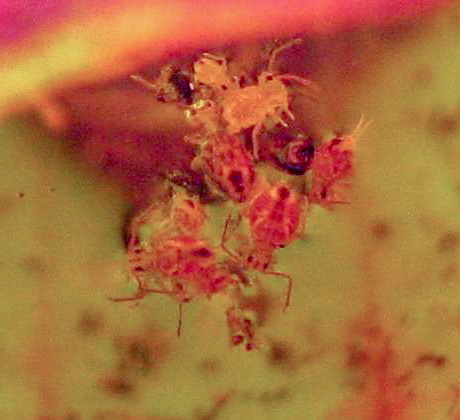
Dicyrtomina minuta (Collembola) atrapados en la jarra de Sarracenia purpurea.
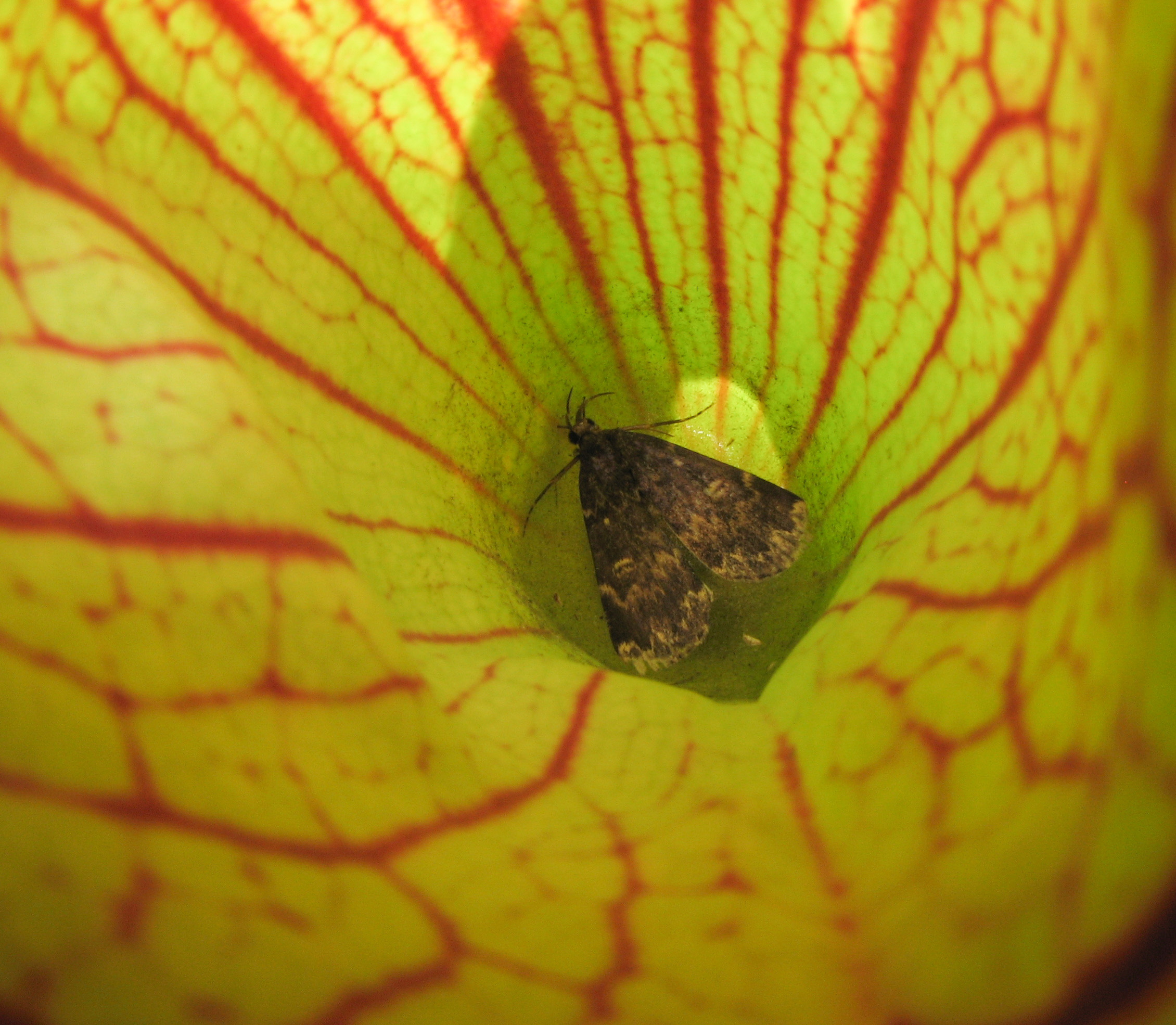
Lepidóptero, Idia lubricalis.